# Silene danielii
Silene danielii är en nejlikväxtart som beskrevs av Hadac. Silene danielii ingår i släktet glimmar, och familjen nejlikväxter. Inga underarter finns listade i Catalogue of Life.